# インドルジヒ・ローハン
- インドルジフ・ロハン
- インジフ・ロハン

インドルジヒ・ローハン（チェコ語: Jindřich Rohan、1919年5月14日 - 1978年2月14日）は、チェコの指揮者。

## 経歴
ブルノの生まれ。地元のグラマー・スクールに進学後、ナチスの侵攻によりフランスやイギリスに亡命。
第二次世界大戦後に帰国し、ブルノ音楽院を経てプラハ音楽院に転校し、ロベルト・ブロック、アロイス・クリーマ、カレル・アンチェルに師事し、ヴァーツラフ・ターリヒの薫陶も受けた。
1947年からプラハ国民劇場でコレペティトゥーアを務め、1950年にはプラハの陸軍軍楽隊の指揮者となった。1954年にはプラハ交響楽団の補助指揮者となり、1960年からプラハ音楽院の指揮科の助教授を務めるようになった。
1961年から1962年まで、アイスランドの首都レイキャヴィクの放送管弦楽団の首席指揮者を務め、欧米諸国のオーケストラに客演して成功を収めた。1965年には来日もしている。1976年から翌年までプラハ交響楽団の首席指揮者となった。
プラハで没。